# Boncompagno da Signa
Boncompagno da Signa (Signa,1165 a 1175 - Florença, post 1240), também conhecido por Boncompagni e Boncompagnus foi um professor de Retórica (ars dictaminis) na Universidade de Bolonha e depois na Universidade de Pádua, escritor, gramático e filósofo medieval. Foi em princípios do século XIII um dos primeiros autores da Europa ocidental a escrever na língua vernácula, abandonando o latim como única língua veicular para a escrita erudita. Interessou-se pelo estudo do xadrez.

## Obras
- Tractatus virtutum
- Rhetorica novissima
- Palma
- Quinque tabulae salutationum
- Rota veneris
- Bonus Socius e Civis Bononiae (obras sobre xadrez; atribuição de autoria disputada)